# ويزلي (لاعب كرة قدم مواليد 1996)
ويزلي (بالبرتغالية: Wesley Pionteck Souza‏) هو لاعب كرة قدم برازيلي في مركز نصف الجناح، ولد في 14 أبريل 1996 في Orlândia ‏ في البرازيل. لعب مع نادي بوتافوغو اس بي ونادي سانتوس.

## وصلات خارجية
- ويزلي (لاعب كرة قدم مواليد 1996) على موقع قاعدة بيانات كرة القدم.إي يو (الإنجليزية)
- ويزلي (لاعب كرة قدم مواليد 1996) على موقع Soccerway.com (الإنجليزية)